# 1250
| 1250               |
| ------------------ |
| Dødsfald - Fødsler |
|                    |

| Gregoriansk kalender | 1250 MCCL               |
| Ab urbe condita      | 2003                    |
| Armensk kalender     | 699 ԹՎ ՈՂԹ              |
| Kinesiske kalender   | 3946 – 3947 己酉 – 庚戌 |
| Etiopisk kalender    | 1242 – 1243             |
| Jødisk kalender      | 5010 – 5011             |
| Hindukalendere       |                         |
| - Vikram Samvat      | 1305 – 1306             |
| - Shaka Samvat       | 1172 – 1173             |
| - Kali Yuga          | 4351 – 4352             |
| Iransk kalender      | 628 – 629               |
| Islamisk kalender    | 648 – 649               |

Konge i Danmark: Erik Plovpenning, med 1232 og ene 1241-1250 og Abel 1250-1252
Se også 1250 (tal)

## Begivenheder

### April
- 13. april - det syvende korstog lider nederlag i Egypten, og Ludvig den Hellige tages til fange

### November
- 1. november – Abel krones til konge – uagtet han anses som ansvarlig for mordet på Erik Plovpenning

### Udateret
- Pave Innocens 4. udnævnte Jakob Erlandsen til biskop af Roskilde,
- Margrethe af Skotland (ca. 1045 – 1093) kanoniseres af Pave Innocens 4.
- Valdemar Birgersson af Sverige, bliver konge af Sverige i en alder af syv år.
- Mamelukkerne, der oprindelig er kommet til Egypten som krigsfanger, gør oprør og vinder magten.

## Dødsfald
- 2. februar – Erik Eriksson den Læspe og Halte (født 1216), tidligere konge af Sverige.
- 10. august – Erik 4. Plovpenning halshugges af sin bror Abel, og liget sænkes i Slien ved Slesvig by.
- Kejser Frederik 2. (Tysk-romerske rige)